# Brasla (rivière)
Pour les articles homonymes, voir Brasla.
La Brasla est une rivière dans la région de Vidzeme en Lettonie, l'affluent droit de la Gauja. Sa longueur est de 69 km, la superficie du bassin 548,4 km2.

## Géographie

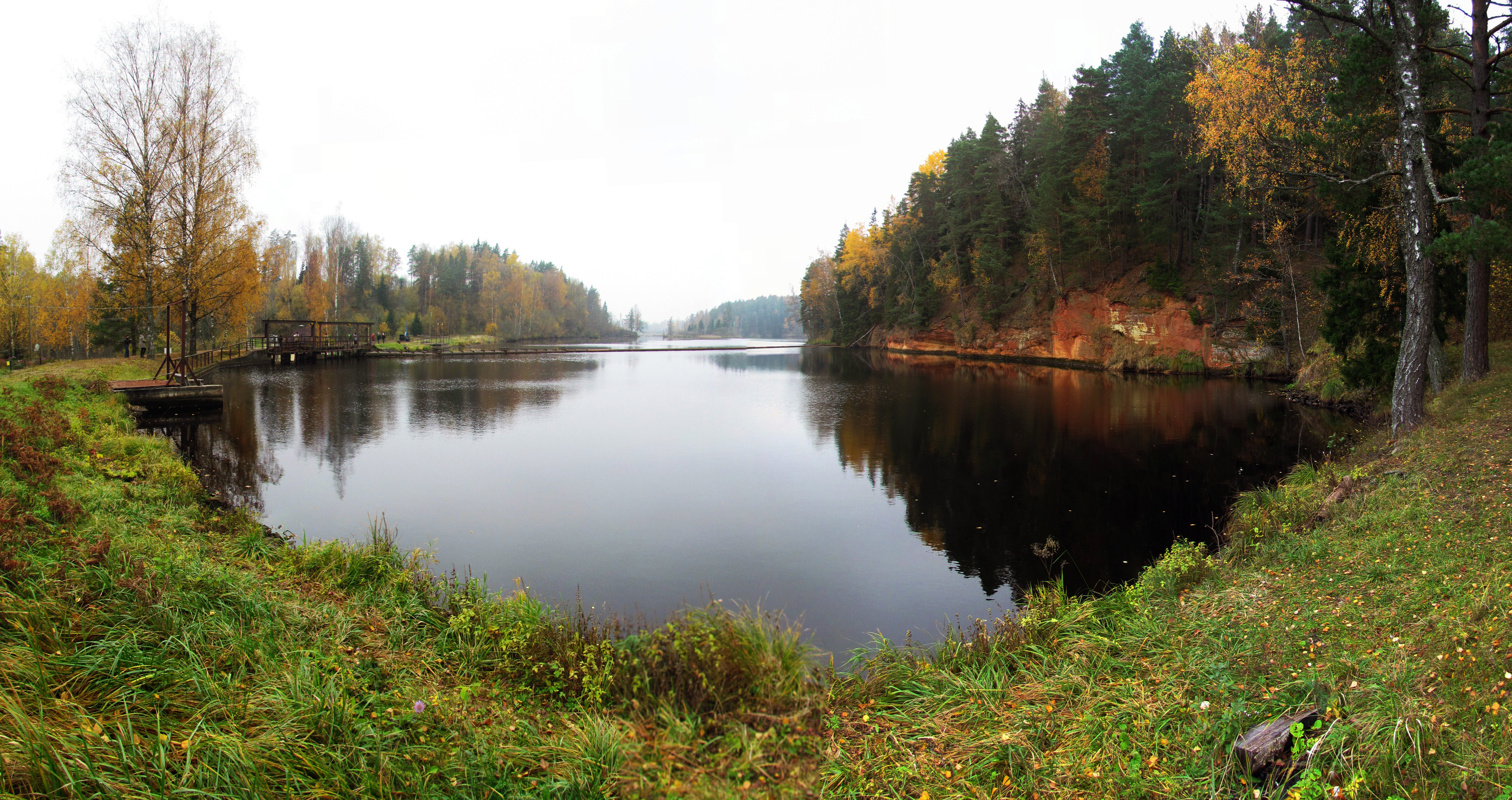
Lac de Brasla

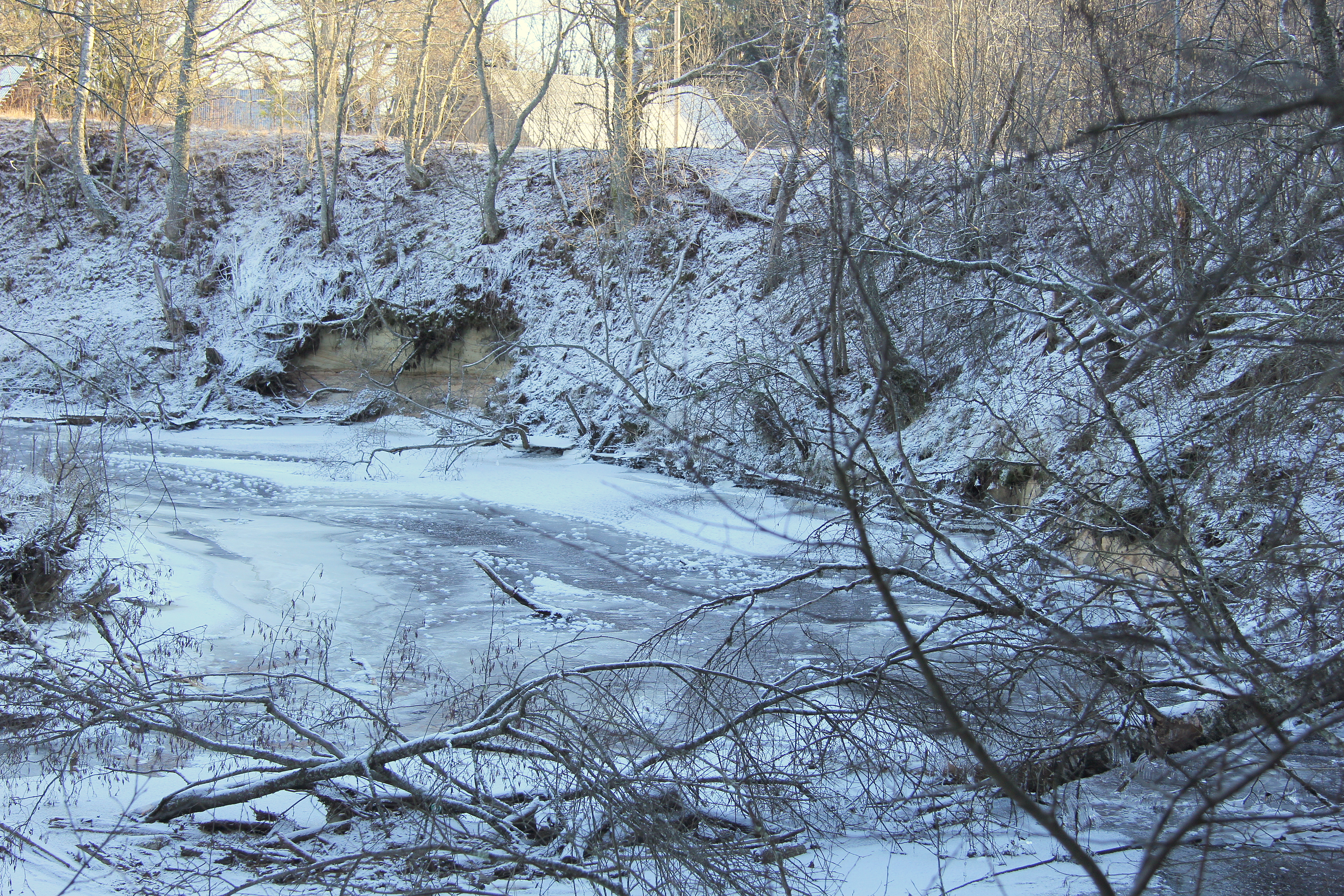
Brasla gelée.

La rivière prend sa source près du village de Pociems dans le marécage d'Anspuri situé sur le plateau d'Idumeja (Idumejas augstiene) qu'elle traverse dans la direction du Sud. Après le village de Straupe elle entame la descente de la vallée de 12 m-15 m de profondeur bordée de terrasse de kame appelée Braslas senleja. Près de la route A3 ses eaux alimentent un lac artificiel Braslas ezers. Passé se réservoir la rivière se retrouve insérée entre les falaises du Dévonien qui forment un canyon de 300 m de largeur et de 30 m de profondeur sur le territoire du Parc national de la Gauja. 

## Milieu naturel
Le lac de Brasla, qui s'étend sur 16,6 ha, avec la profondeur moyenne de 1,7 m et la profondeur maximale de 5,2 m, est creusé en 1928-1930, pour les besoins d'une centrale hydroélectrique démontée en 1970. Depuis, c'est un endroit de pisciculture. Ses berges escarpée sont en grès rouge, le fond est sablonneux. On y répertorie six espèces de poisson : le grand brochet, la perche, le gardon, la brème, le carassin et la grémille. Plusieurs falaises calcaires appelées Braslas ieži se sont formées sur la rive gauche de Brasla sur le tronçon d'1 km entre le lac et le point de confluence avec la Gauja. Ces éléments sont classées monuments naturels protégés par le programme du réseau Natura 2000.

## Principaux affluents
- Rive droite : Nabe 18 km, Jugla 20 km
- Rive gauche : Iesala 17 km, Jencelis 8 km, Divupe 12 km, Līčupīte 9 km

## Dans la culture
L'écrivain letton Anšlavs Eglītis décrit la Brasla dans son roman biographique Pansija pilī.